# Leontopithecus caissara
Leontopithecus caissara — вид приматів роду левова ігрунка (Leontopithecus) родини ігрункових (Callitrichidae).

## Поширення
Ендемік Бразилії. Трапляється у національному парку Суперагуї (штат Парана) та державному парку Джакупіранга (штат Сан-Паулу). Населяє болотисті та заплавні вторинні ліси. Загальна популяція виду навряд чи перевищує 400 особин.

## Назва
Вид caissara названо на честь кайчарів — нащадків африканців, європейців та індіанців, що мешкають на узбережжі Південної Бразилії.

## Опис
Мавпа завдовжки близько 72 см, з яких більше половини (43 см) припадає на хвіст. Вага близько 600 г. Волосся чорне на шиї, кінцівках і хвості, а решта тіла золотистого кольору: навколо голови волосся тягнеться, утворюючи своєрідну гриву. Руки позбавлені протиставлених великих пальців, а пальці довгі та звужені, з нігтями, схожими на кігті.